# 중화민국 환경부
행정원환경보호서(行政院環境保護署)는 중화민국 행정원 소속 중앙행정기관이다.

## 역사
1947년 대만성 정부가 설립하면서 위생국이 위생처로 개편되면서 환경 개선 지도를 담당하는 행정 조직이 탄생한 것이 환경보호서의 시초이다. 1955년 위생처는 대만성 환경 위생 실험소(臺灣省環境衛生實驗所)을 설립하고 상하수도 및 쓰레기 문제, 수질 관리, 대기 오염, 방사능 오염 및 소음 문제 등 환경에 관한 내용의 조사, 연구, 감독을 담당하게 됐다. 또한 산업 방면으로는 1969년 공업국이 설립되어 제7과가 공업 폐수, 배기 문제를 담당하게 됐다.
1971년 3월 행정원 위생서로 개편 되어 그 산하 조직으로 환경 위생처가 설립되었다. 이 부서는 대만의 공공 시설 및 식품가공공장의 위생지도 및 폐기물 처리 등의 지도 및 감독을 실시함과 동시에 살충제와 각종 공해 문제에 대한 연구와 지도를 담당하게 되었다. 비슷한 시기에 중화민국 경제부에도 수자원통일규획위원회(水資源統一規劃委員會)가 설치되어 수질오염 방지와 대책을 담당하게 됐다.
1979년 4월 환경 문제에 대한 관심이 높아져 중화민국 행정원은 대만지구 환경보호방안을 제정하고 정부가 환경보호에 관한 업무를 조직적으로 담당한다는 방침을 정해 1982년 1월 행정원위생서 환경위생처가 환경 보호국로 승격되었다. 이에 따라 환경위생처가 담당하던 공기오염 및 환경위생행정 이외에 경제부가 담당하던 수질 오염 문제, 내정부 경정서가 담당했던 교통소음 문제도 담당하게 됐으며 동시에 환경 영향 평가, 폐기물 및 독성물질 관리업무도 담당하게 됐다. 1987년 8월 22일 환경 보호국은 환경보호서로 승격되어 현재에 이르고 있다.

## 같이 보기
- 중화민국 행정원